# سولفور، شهرستان باوی، تگزاس
سولفور (به انگلیسی: Sulphur) یک منطقهٔ مسکونی در ایالات متحده آمریکا است که در شهرستان بویی، تگزاس واقع شده‌است. سولفور ۷۱٫۹۳ متر بالاتر از سطح دریا قرار دارد.